# Могот
Мого́т — посёлок в Тындинском районе Амурской области России, административный центр сельского поселения Моготский сельсовет.
Посёлок Могот, как и Тындинский район, приравнен к районам Крайнего Севера.

## Название
В переводе с эвенкийского Могот означает «завал на реке».

## География
Расположен на расстоянии 65 км к северу от районного центра, города Тында, по левому берегу от одноимённой реки Могот. Условно разделено на постоянный посёлок, временный посёлок леспромхоз, корейский рабочий посёлок (разрушен). Площадь посёлка составляет 380 га.

## История
В 1930 году основана дорожная будка на Амуро-Якутской магистрали. 27 апреля 1974 года из Кремлёвского дворца съездов на БАМ уезжает ударный Комсомольский отряд имени 17-го съезда ВЛКСМ. Среди них прибыли первые поселенцы посёлка. В октябре 1974 года молодёжные отряды «Якутский комсомолец» и «Ставропольский комсомолец» начали возводить современный посёлок. С января 1975 года в Могот приезжают строительные отряды со всех концов страны: «Ярославский комсомолец», «Горьковский комсомолец», «Мордовский комсомолец», «Чувашский комсомолец».
5 августа 1976 года на станцию Могот прибыл первый рабочий поезд. 5 ноября 1979 года на станцию прибыл первый отряд железнодорожников-эксплуатационников в количестве 150 человек. В 1980 году организован ПМС-249.
С 1975 по 1982 год в посёлке дислоцировались строительно-монтажные поезда №№ 592, 593, и 576 (потом переброшенный на станцию Хани) и СМП «ГорькийБАМстрой», расформированный в 1979 году, а также механизированные колонны № 94 и № 93. Механизаторы отсыпали железнодорожное полотно, строители строили жильё. Объекты капитального исполнения возведены строителями Горьковской области.
В годы строительства БАМА в Могот приезжали артисты эстрады Иосиф Кобзон, Валентина Толкунова, ВИА Лада, космонавты Леонов, Севастьянов, поэт Ошанин, художник Юрий Титов. В августе 1979 года в посёлке побывал с концертом американский певец Дин Рид.

## Население
| 2002 | 2010 | 2012 | 2013 | 2014 | 2015 | 2016 |
| ---- | ---- | ---- | ---- | ---- | ---- | ---- |
| 866  | ↘772 | ↘729 | ↘701 | ↘674 | ↘661 | ↗667 |
| 2017 | 2018 |      |      |      |      |      |
| ↘650 | ↘632 |      |      |      |      |      |

## Инфраструктура
В посёлке имеется школа, детский сад, амбулатория, отделение Почты России, клуб. На прилегающей территории добывается золото, имеются месторождения общераспространённых полезных ископаемых.

## Экономика
Большая часть трудоспособного населения работает в ПМС-249, подразделениях Тындинского отделения Дальневосточной железной дороги. В период с 1977 года по 2005 год часть населения работала в Моготском леспромхозе, одном из крупнейших лесозаготовительных предприятий объединения «Тындалес».

## Транспорт
Станция Могот осуществляет приём и выдачу грузов повагонными и мелкими отправками, загружаемых целыми вагонами, только на подъездных путях и местах необщего пользования, продажа пассажирских билетов не производится.